# 白酒草
白酒草（学名：Conyza japonica）又名日本假蓬、山地菊，是菊科白酒草属的植物。分布在日本、台湾、阿富汗、缅甸、马来西亚、印度、泰国以及中国大陆的浙江、四川、福建、广东、云南、贵州、西藏、江西、湖南、广西等地，生长于海拔700米至2,500米的地区，见于山谷田边、山坡草地或林缘，目前尚未由人工引种栽培。